# Walentyniański wykład
Walentyniański wykład – gnostycki utwór z Nag Hammadi (NHC XI,2), zachowany w złym stanie. Jego treścią jest nauka walentynian, a zwłaszcza gnostycka mitologia. Pismo kończy się pięcioma modlitwami: jedna o namaszczeniu, dwie o chrzcie i dwie o Eucharystii.